# 訃報 1980年8月
訃報 1980年8月（ふほう 1980ねん8がつ）では、1980年（昭和55年）8月中に物故した、又は物故が報じられた人物についてまとめる。

## （1日 - 15日）

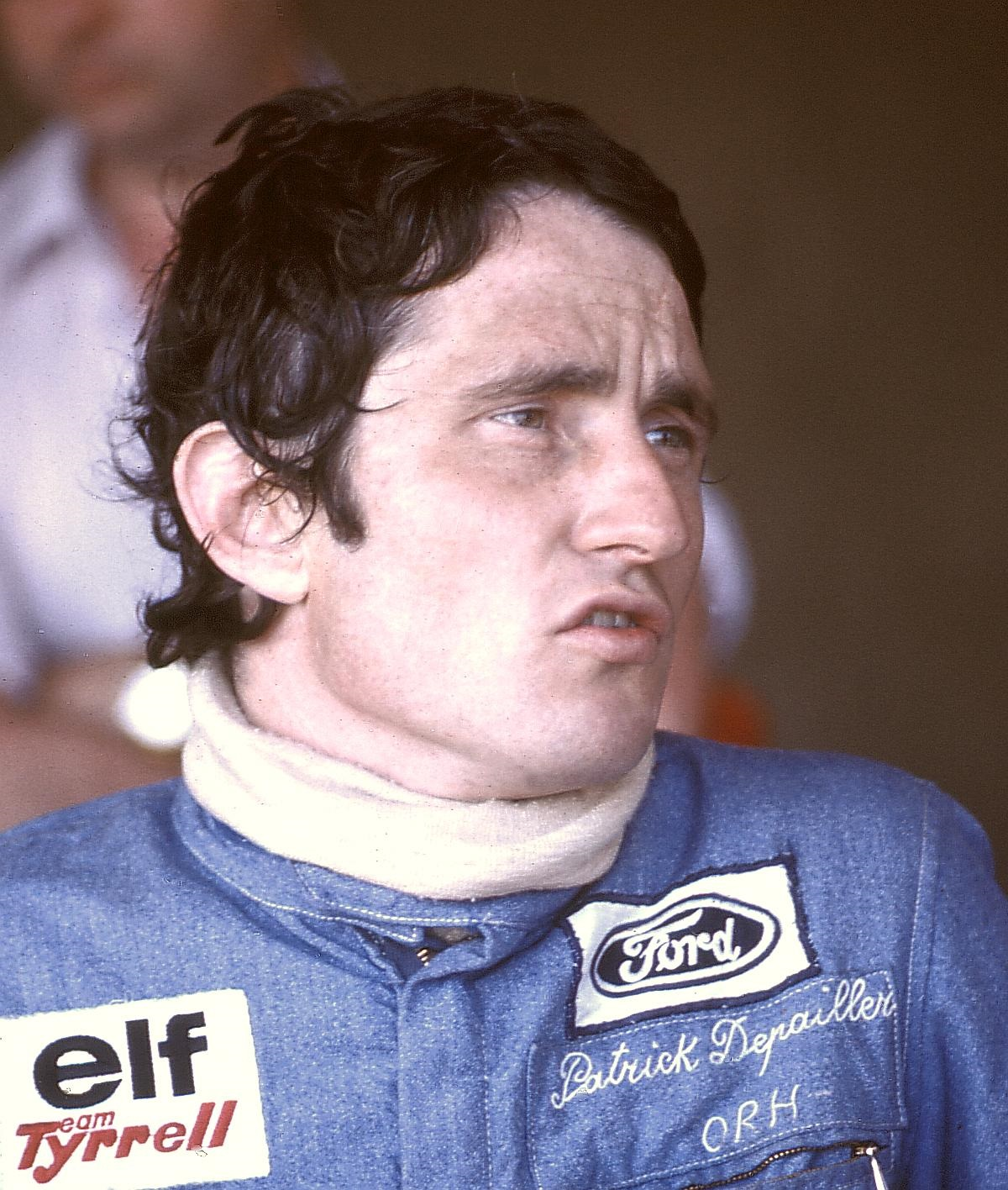
パトリック・デパイユ／8月1日没

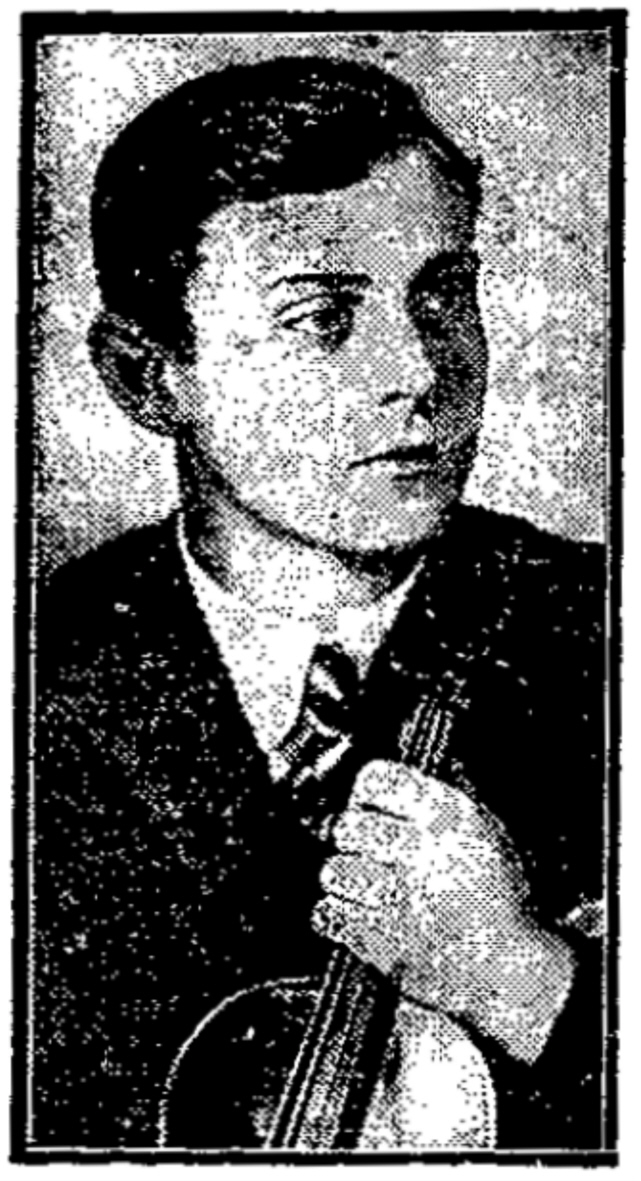
ジークフリート・ボリース／8月3日没

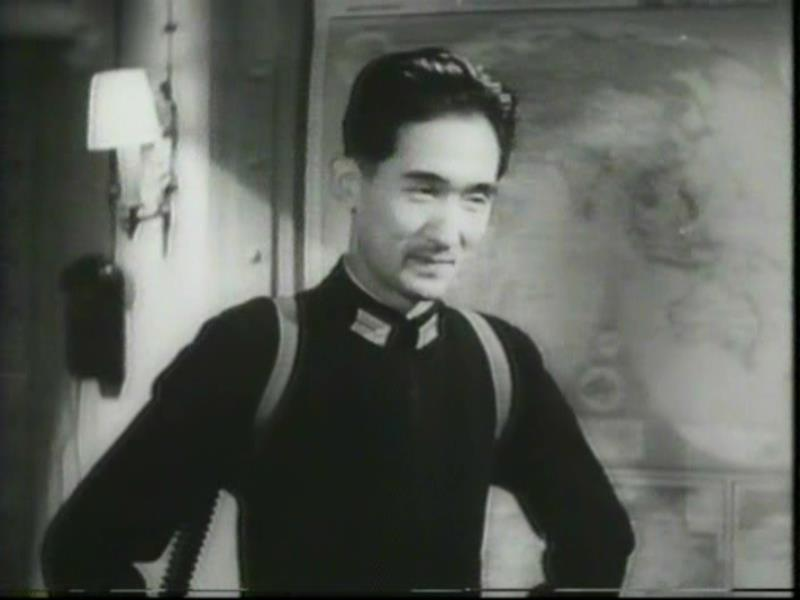
北沢彪／8月4日没

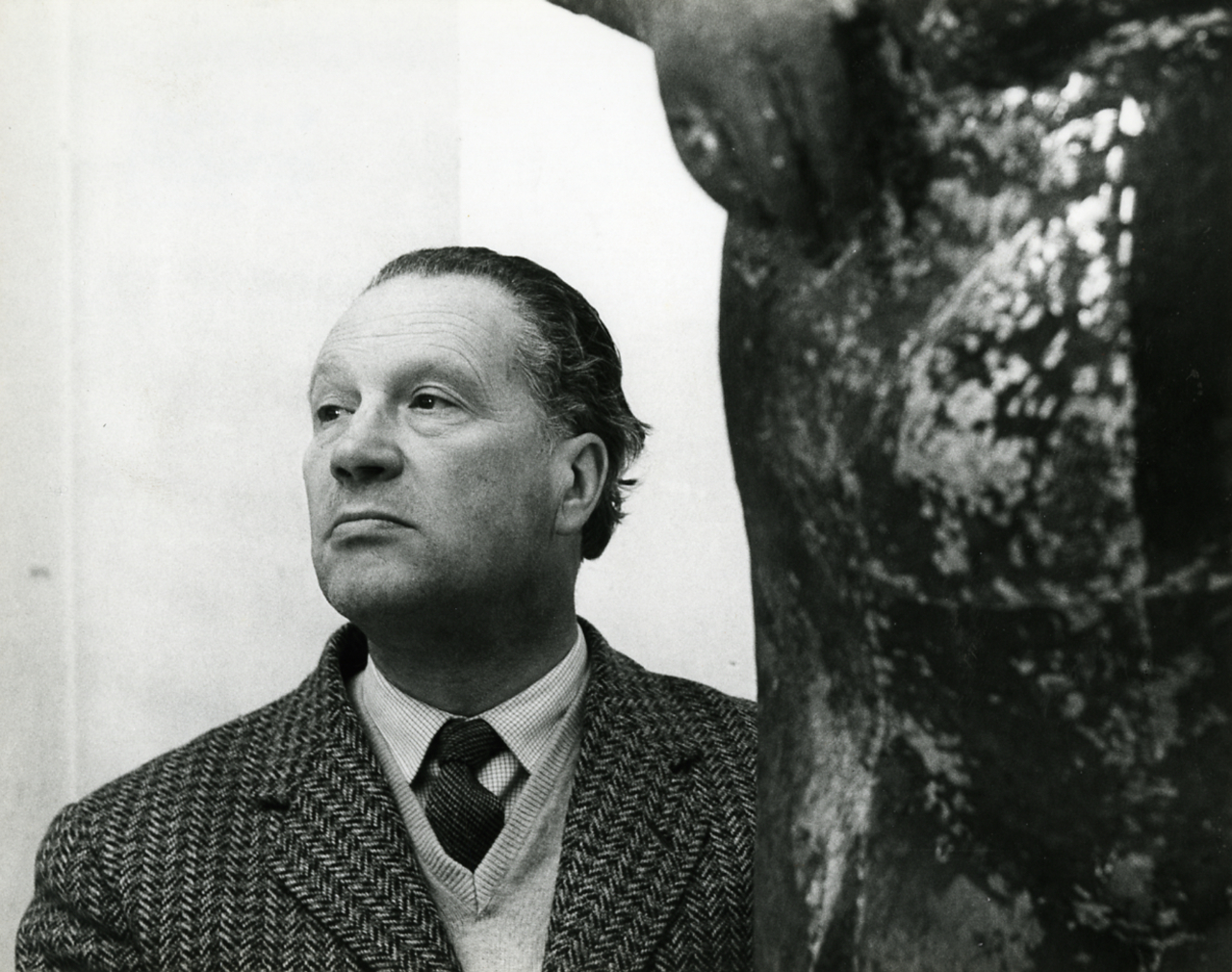
マリノ・マリーニ／8月6日没

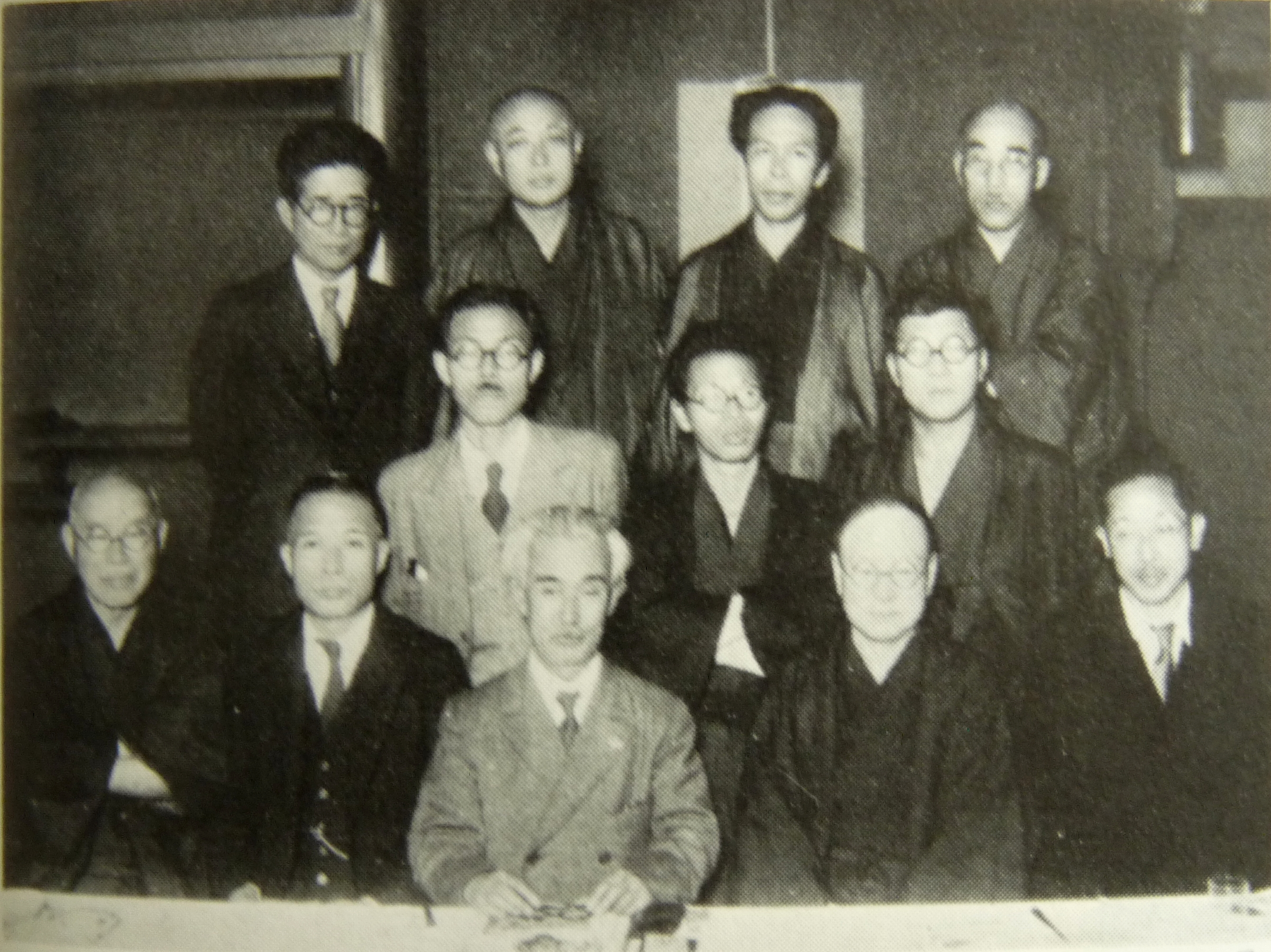
川崎大治（中列右）／8月8日没

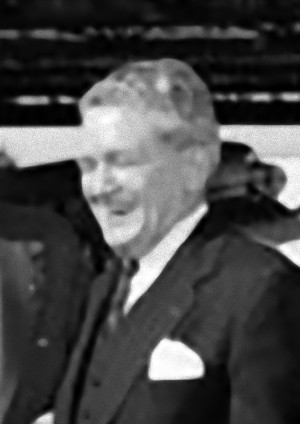
ウィリアム・ジョセフ・シーボルド／8月10日没

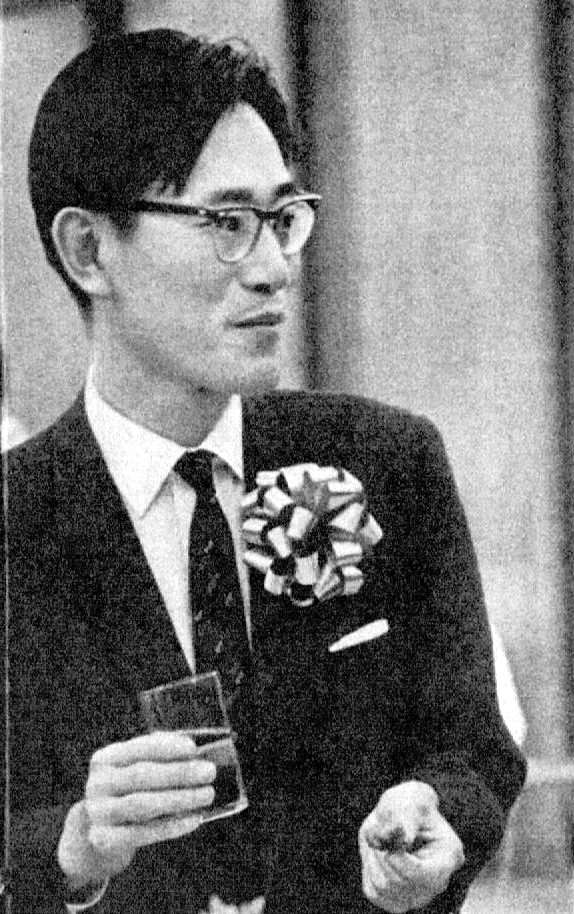
立原正秋／8月12日没

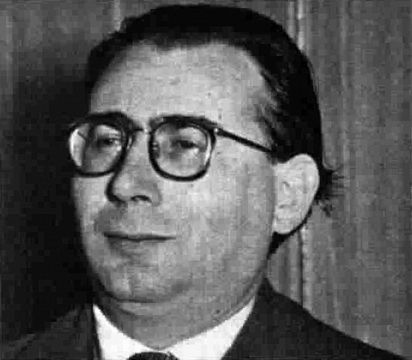
ディエゴ・ファッブリ／8月14日没

- 8月1日 - パトリック・デパイユ、F1ドライバー（* 1944年）
- 8月2日 - 石戸四六、元プロ野球選手（* 1941年）
- 8月2日 - 二見敬三、将棋棋士（* 1932年）
- 8月3日 - ジークフリート・ボリース、ヴァイオリニスト（* 1912年）
- 8月4日 - 北沢彪、俳優（* 1911年）
- 8月4日 - 生田勉、建築家・建築学者（* 1912年）
- 8月4日 - 下村三郎、裁判官・弁護士（* 1903年）
- 8月6日 - マリノ・マリーニ、画家・彫刻家・版画家（* 1901年）
- 8月8日 - 川崎大治、児童文学作家（* 1902年）
- 8月9日 - 天野元之助、中国経済史学者（* 1901年）
- 8月10日 - 森鹿三、東洋史学者（* 1906年）
- 8月10日 - ウィリアム・ジョセフ・シーボルド、外交官（* 1901年）
- 8月11日 - 片岡松之亟 (初代)、歌舞伎役者（* 1910年）
- 8月12日 - 立原正秋、小説家（* 1926年）
- 8月13日 - 乙骨淑子、児童文学作家（* 1929年）
- 8月14日 - ディエゴ・ファッブリ、作家・脚本家（* 1911年）

## （16日 - 31日）

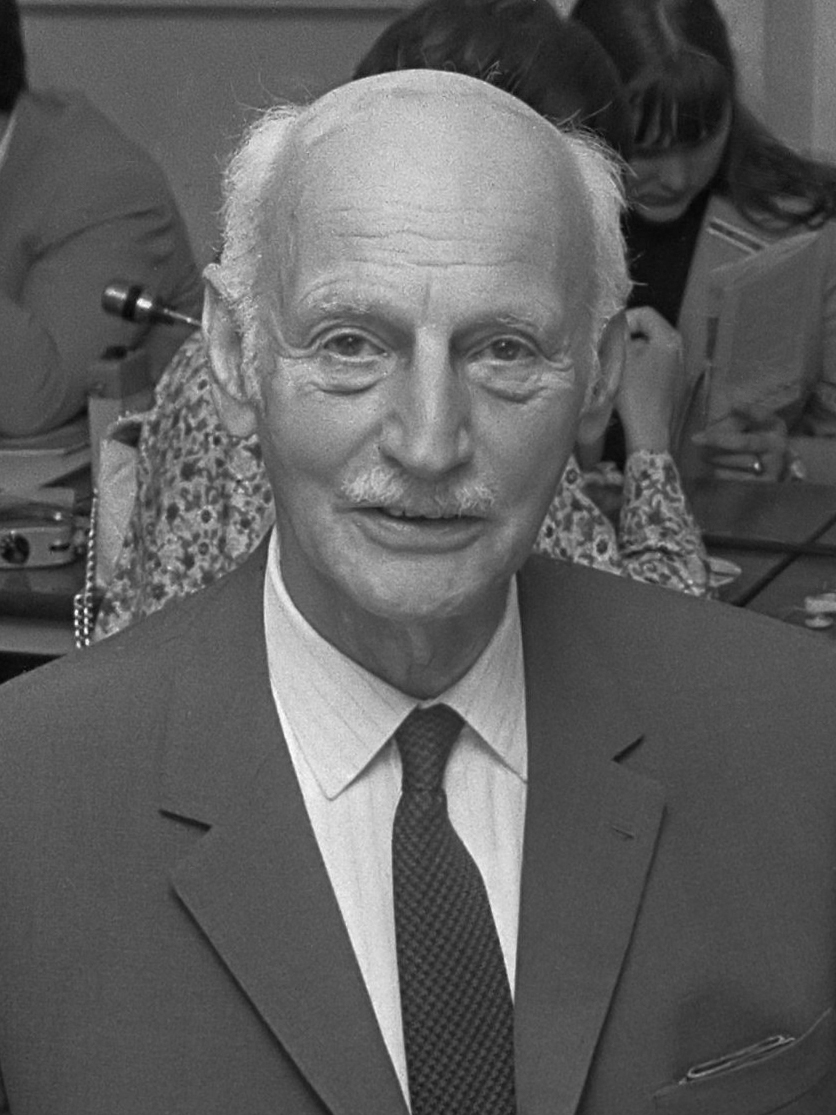
オットー・フランク ／8月19日没

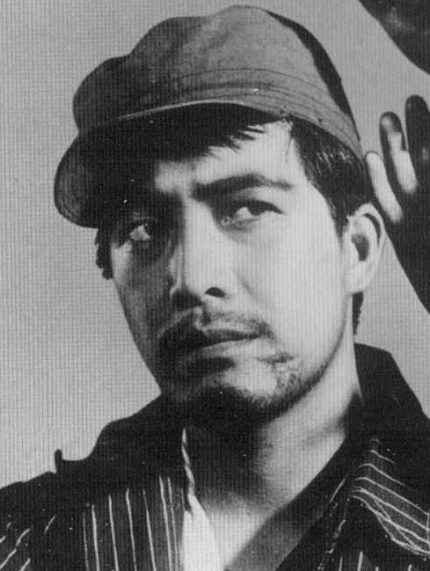
大日方伝 ／8月21日没

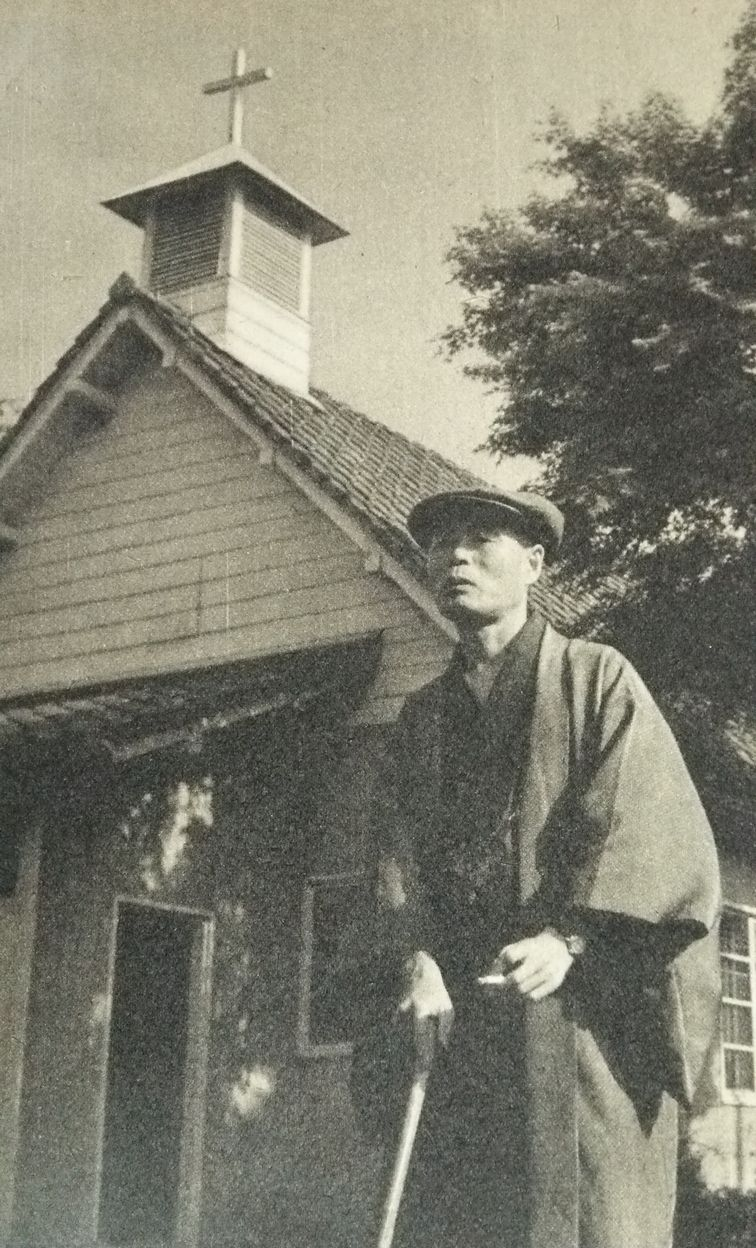
上林暁 ／8月28日没

- 8月17日 - 五井昌久、宗教家・白光真宏会教祖（* 1916年）
- 8月19日 - オットー・フランク、アンネ・フランクの父・ホロコースト生還者（* 1889年）
- 8月20日 - 宮野正年、陸軍軍人（* 1898年）
- 8月20日 - 二木一一、実業家・ジャスコ相談役（* 1909年）
- 8月21日 - 大日方伝、俳優（* 1907年）
- 8月21日 - ジェニファー・ニックス、フィギュアスケート選手（* 1932年）
- 8月22日 - 鈴木清一、実業家・ダスキン創業者（* 1912年）
- 8月23日 - 岩田藤七、ガラス工芸家（* 1893年）
- 8月28日 - 上林暁、小説家（* 1902年）